# شاهزاده‌نشین ترانسیلوانی (۱۵۷۰–۱۷۱۱)
شاهزاده‌نشین ترانسیلوانی بین سال‌های ‎۱۵۷۰–۱۷۱۱ در نتیجه شکست در نبرد موهاچ و معاهده ۱۵۷۰ اشپیر، به عنوان کشوری نیمه‌مستقل و تابع عثمانی به‌وجود آمد و عمدتاً توسط پرنس‌های مجاری اداره می‌شد. این شاهزاده‌نشین به‌طور رسمی از ۱۵۷۰ در قلمرو تاریخی ترانسیلوانی و پارتیوم قرار گرفت.

## تاریخچه
بر اساس معاهده اشپیر، یانوش دوم، تحت حمایت سلطان سلیمان، از عنوان پادشاه مجارستان صرف‌نظر و موافقت کرد که فقط از عنوان پرنس ترانسیلوانی استفاده کند. پس از مرگ او ابتدا باتوری‌ها و سپس چندین خانواده اشراف مجاری جانشین او شدند. پس از جنگ استقلال راکوتسی، ترانسیلوانی تحت کنترل دودمان هابسبورگ قرار گرفت.

## نگارخانه

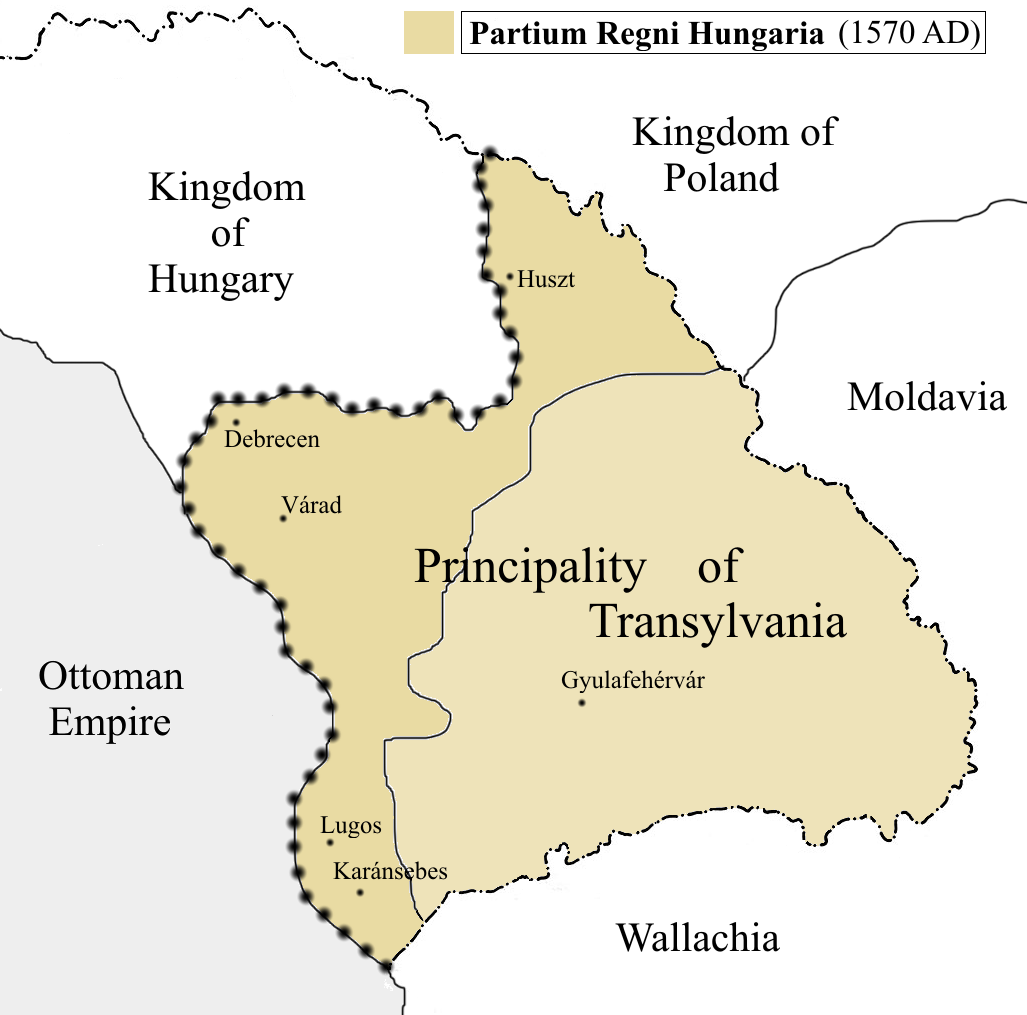
شاهزاده‌نشین ترانسیلوانی، جانشین پادشاهی مجارستان شرقی (۱۵۷۰) و پارتیوم با رنگ تیره‌تر.
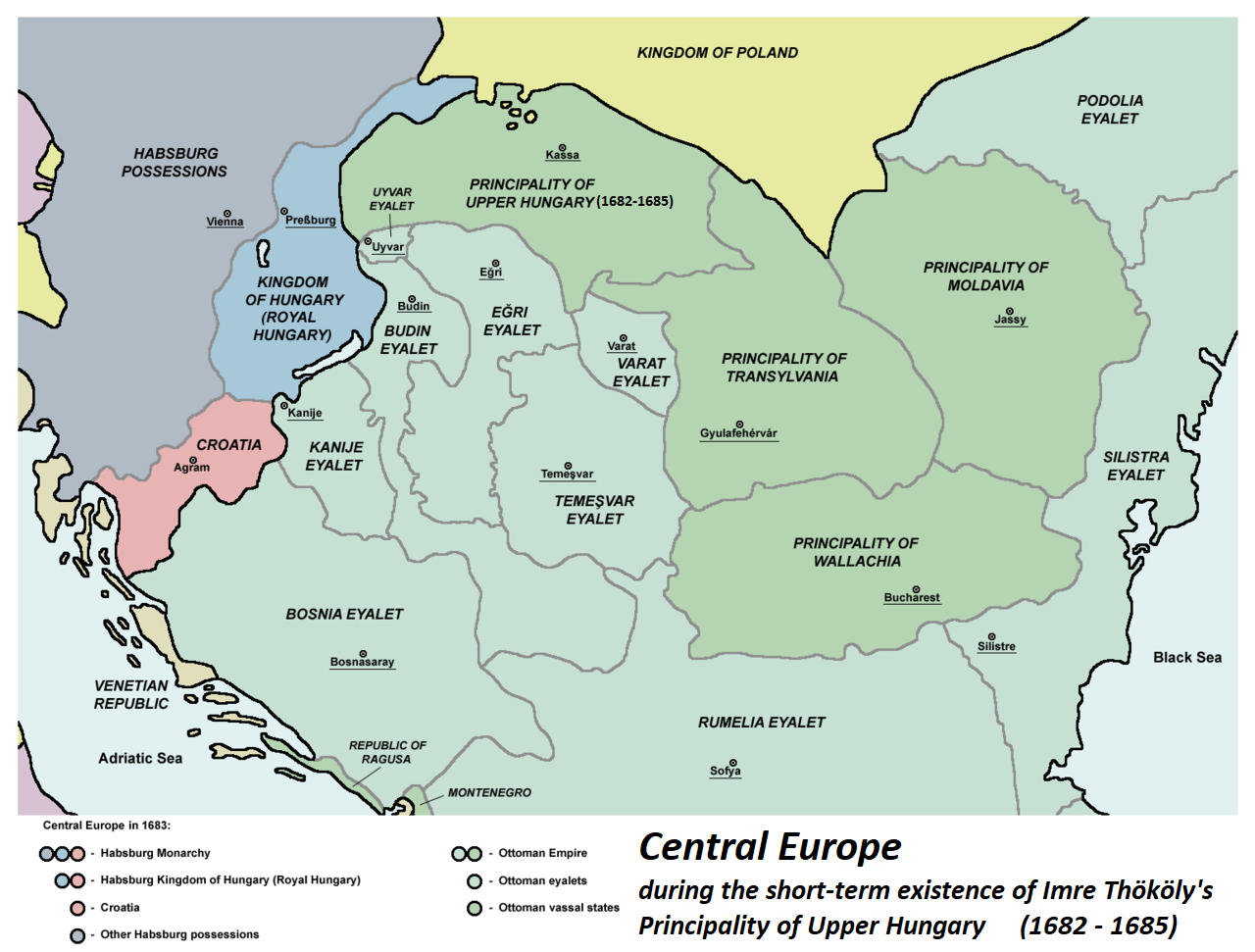
پس از نبرد موهاچ در ۱۵۲۶ تقسیم پادشاهی قرون وسطایی مجارستان بین امپراتوری عثمانی و هابسبورگ بیش از ۱۵۰سال به طول انجامید.
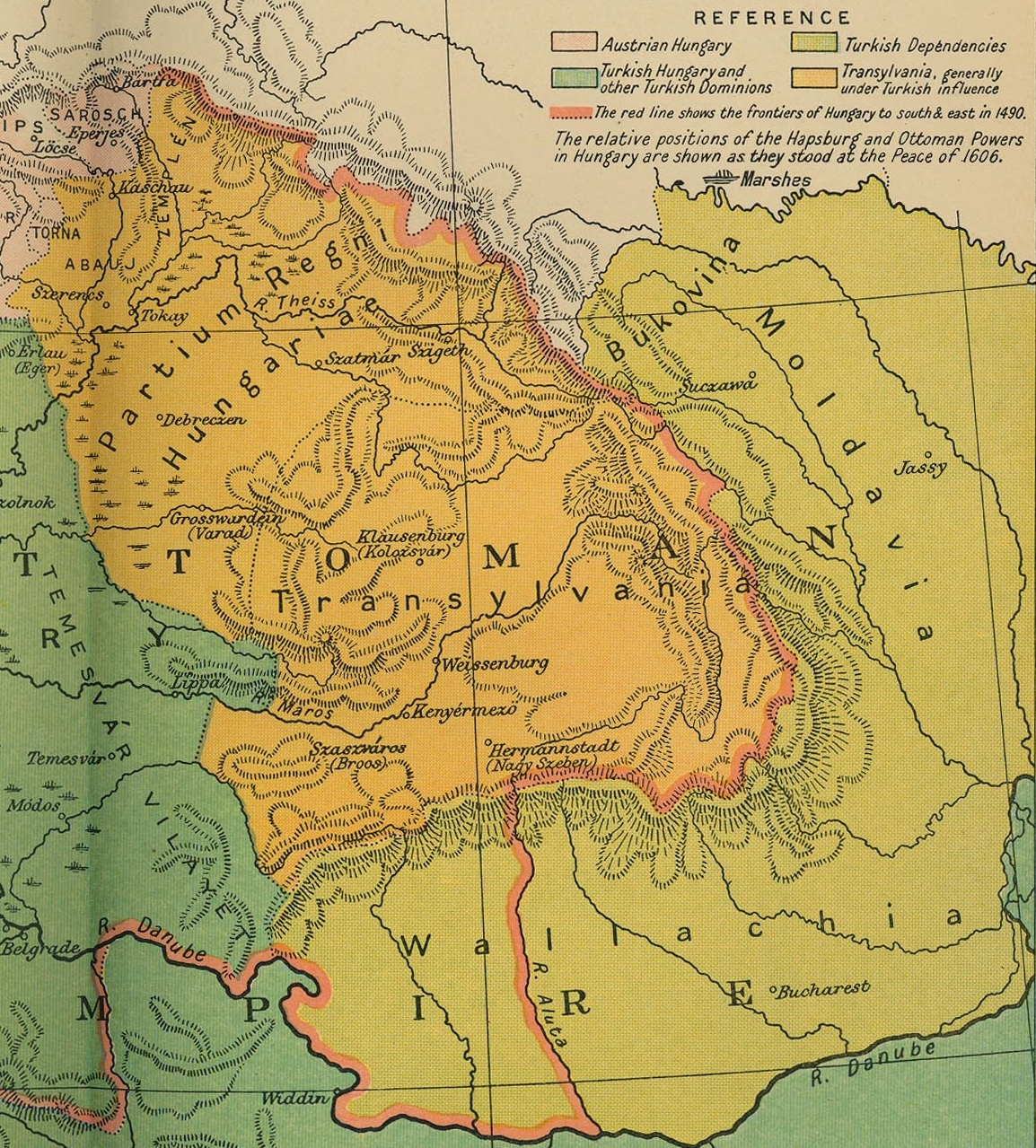